# Loi de Holtzmann
La loi de Holtzmann est un phénomène de phonétique historique des langues germaniques, remarqué pour la première fois par Adolf Holtzmann en 1838. Dans le contexte de l'étude diachronique des langues germaniques, elle est souvent appelée du nom allemand de Verschärfung (« durcissement »)
Elle établit que les semi-voyelles /j/ et /w/ héritées de l'indo-européen commun sont géminées en /jj/ et /ww/ dans certaines positions en germanique commun. Dans les branches scandinave et orientale du germanique, ces géminées dégagent des occlusives par durcissement : /jj/ et /ww/ évoluent vers /ggj/ et /ggw/ respectivement dans les langues scandinaves (/j/ et /w/ peuvent ensuite disparaître, mais laissent des traces sous forme de métaphonies des voyelles précédentes), et vers /ddj/ et /ggw/ dans les langues germaniques orientales. En revanche, ce durcissement ne se produit pas dans les langues germaniques occidentales où la géminée aboutit souvent à la formation d'une diphtongue.
| Germanique commun | Germanique occidental                                                                      | Scandinave                             | Germanique oriental                       | Sens               |
| ----------------- | ------------------------------------------------------------------------------------------ | -------------------------------------- | ----------------------------------------- | ------------------ |
| /jj/              | vieux haut-allemand zwei(i)o, vieux saxon tweio, vieil anglais twēġea où ġ note le son [j] | vieux norrois tveggja                  | gotique twaddje                           | « deux » (génitif) |
| /jj/              | vieux haut-allemand/vieux saxon ei, vieil anglais ǣġ                                       | vieux norrois egg                      | gotique de Crimée ada                     | « œuf »            |
| /jj/              | vieux haut-allemand tāan                                                                   | vieux suédois dæggia                   | gotique daddjan                           | « téter »          |
| /ww/              | vieil anglais trēowe, vieux saxon triuwi, vieux haut-allemand gitriuwi                     | vieux norrois tryggr                   | gotique triggws                           | « fiable, fidèle » |
| /ww/              | vieil anglais glēaw, vieux saxon glauworro, vieux haut-allemand glauwēr « sage »           | vieux norrois glǫggr « strict, clair » | gotique glaggwo, glaggwaba « prudemment » | divers             |
| /ww/              | vieil anglais hēawan, vieux saxon hauwan, vieux haut-allemand houwan                       | vieux norrois hǫggva                   | pas attesté                               | « tailler »        |

1. ↑  En langues modernes : anglais ey [vieux], bas-allemand/allemand Ei ; l'angl. egg n'est qu'un emprunt fait au vx. norrois.
2. ↑  En langues modernes : angl. true, bas-all. trü, all. treu.
3. ↑  En langues modernes : angl. hew, bas-all./all. hauen.

Les conditions conduisant à la gémination des semi-voyelles en germanique ont longtemps été débattues, du fait de l'application apparemment aléatoire de la loi d'un mot à l'autre. La première tentative d'explication faisait intervenir la place de l'accent tonique, comme pour la loi de Verner. Une solution acceptée récemment, proposée par Henry Lee Smith en 1941, est fondée sur la théorie des laryngales : la gémination dépendrait de l'association ou non de la semi-voyelle avec les consonnes dites « laryngales » de l'indo-européen commun.
Le durcissement observé à la fois dans les langues scandinaves et dans les langues germaniques orientales, sous des formes légèrement différentes, est l'objet d'interprétations divergentes selon les linguistes. Pour certains, il s'agit d'une innovation commune de ces langues, permettant de les regrouper en un sous-ensemble « gotho-nordique » du germanique. Pour d'autres, il s'agit de développements parallèles mais séparés, qui ne permettent pas de poser une proximité particulière entre les deux branches. 